# Любиме (Сумський район)
Любиме — колишнє село в Україні, Сумській області, Сумському районі.
Було підпорядковане Підліснівській сільській раді.
Станом на 1988 рік в селі проживало 10 людей.
Зняте з обліку рішенням Сумської обласної ради 17 липня 1989 року.

## Географія
Село Любиме знаходиться на відстані 1,5 км від Новосуханівки та Буцикового. Протікає пересихаючий струмок, на якому збудована загата.